# Sirara
Sirara (sumersko 𒌓𒈣𒀏𒆠𒋳 SIRARA6) je bil na začetku Tretje urske dinastijea tempeljski kompleks v Lagašu. Sirara  morda ni bil samo tempelj, ampak tudi mesto, omenjeno v Kraljevi kroniki Lagaša.  V preteklosti se je domnevalo, da se je mestna država, znana kot Sirara, imenovala tudi Nina ali Nimin in bila morsko pristanišče.

## Sklica
1. ↑  »The Royal Chronicle of Lagaš«. Arhivirano iz prvotnega spletišča dne 22. julija 2015. Pridobljeno 2. decembra 2020. Arhivirano 2015-07-22 na Wayback Machine.
2. ↑  Zarins, Juris. "The Early Settlement of Southern Mesopotamia: a Review of Recent Historical, Geological, and Archaeological Research". Journal of the American Oriental Society 112 (1, 1992): 66.